# أليسيا فيليبي
أليسيا فيليبي (من مواليد 23 يونيو 1987 في روما) لاعبة سباحة إيطالية سابقة، فازت بالميدالية الذهبية في سباق 1500 متر في بطولة العالم 2009 في روما.

## روابط خارجية
- أليسيا فيليبي على موقع الاتحاد الدولي للسباحة (الإنجليزية)
- أليسيا فيليبي على موقع SwimRankings.net (الإنجليزية)
- أليسيا فيليبي على موقع اللجنة الأولمبية الدولية (الإنجليزية)
- أليسيا فيليبي على موقع أوليمبيديا (الإنجليزية)
- أليسيا فيليبي على موقع اللجنة الأولمبية الإيطالية (الإيطالية)